# Cotula pedunculata
Cotula pedunculata là một loài thực vật có hoa trong họ Cúc. Loài này được (Schltr.) E.Phillips mô tả khoa học đầu tiên năm 1950.